# Joel Eriksson
Joel Eriksson, né le 21 juin 1998 à Tomelilla, est un pilote automobile suédois. Il est pilote d'usine pour BMW Motorsport depuis 2016 et participe au Deutsche Tourenwagen Masters.

## Biographie

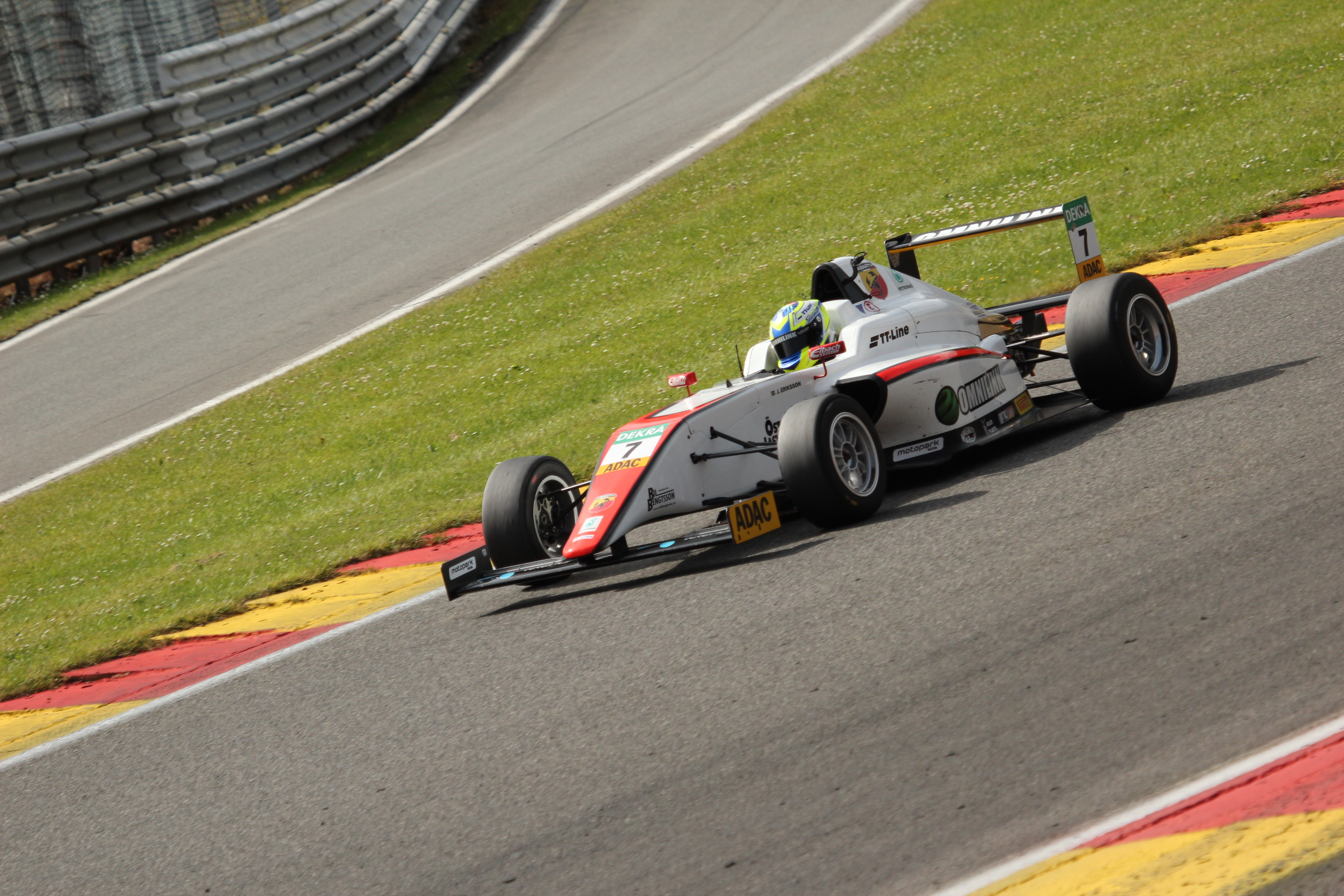
Joel Eriksson en Formule 4 allemande en 2015 à Spa-Francorchamps.

Joel Eriksson commence sa carrière en karting en 2007. Remportant plusieurs titres nationaux, il passe en monoplace en 2014, en ADAC Formel Masters avec Motopark, terminant cinquième. Il reste avec Motopark dans ce championnat qui devient la Formule 4 allemande. Sacré vice-champion, il monte en Formule 3 européenne la saison suivante toujours avec Motopark. En juin 2016, au cours de la saison, il est nommé pilote junior officiel pour BMW Motorsport. Meilleur débutant et cinquième au championnat, il remporte la prestigieuse épreuve des Masters de Formule 3 à Zandvoort. Il décide de rempiler pour une deuxième saison dans cette discipline. Il termine finalement vice-champion derrière Lando Norris.
Pour la saison 2018, Joel Eriksson est recruté par BMW Motorsport Team RBM pour le Deutsche Tourenwagen Masters, le championnat de voitures de tourisme allemand. Au début de 2018, il réalise aussi quelques essais pour Virgin Racing en Formule E. En DTM, à Misano, il remporte sa première victoire dans le championnat à seulement 20 ans, en nocturne, dans des conditions changeantes. En fin d'année, il participe au Grand Prix de Macao, revenant en Formule 3 pour l'occasion, terminant deuxième derrière Daniel Ticktum. Quatorzième de sa première année, il reste en DTM l'année suivante.

## Résultats en compétition automobile
- 2014 : 
  - ADAC Formel Masters : 5e, une victoire
- 2015 : 

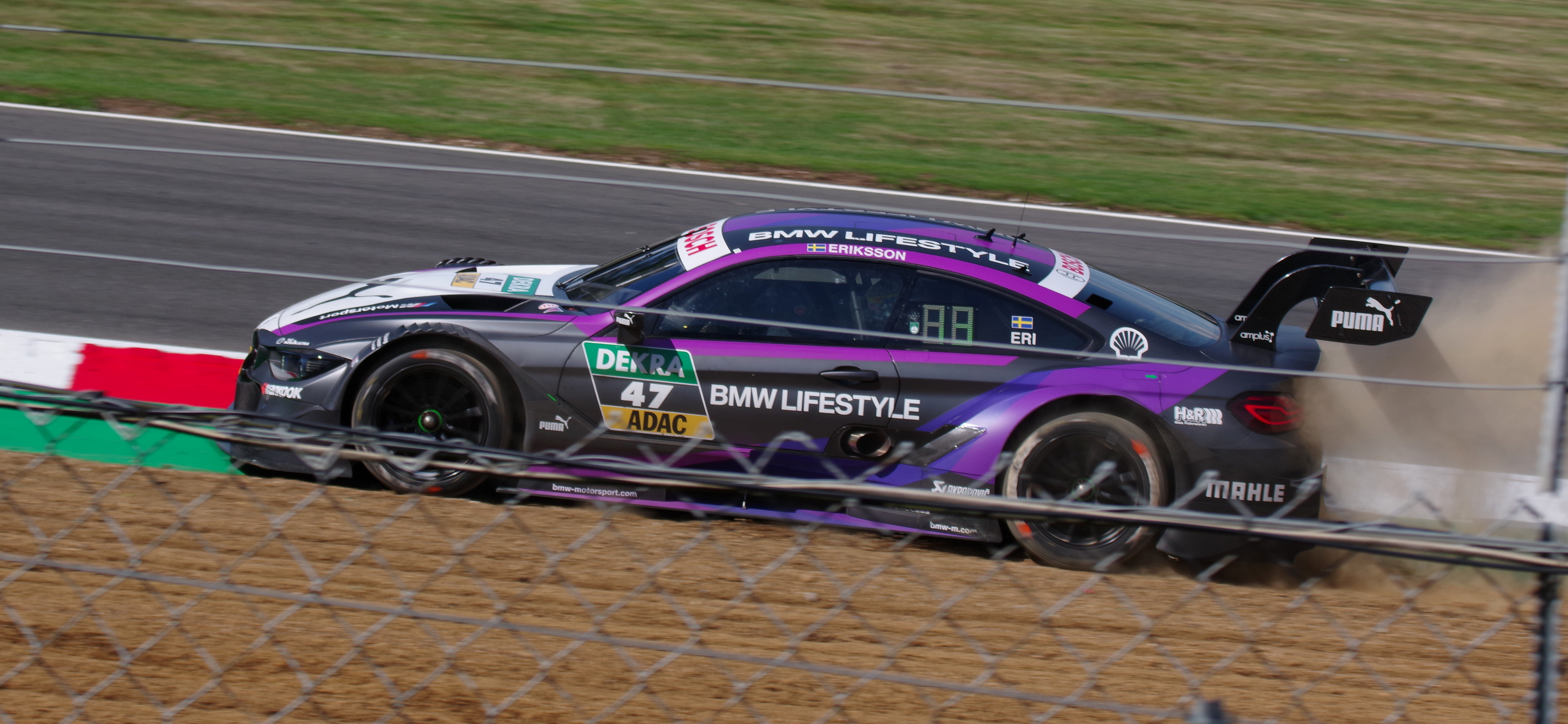
Joel Eriksson à Brands Hatch en DTM en 2018.

  - Formule 4 allemande ADAC : 2e, sept victoires
  - Formule 4 nord-européenne : 12e (3 courses sur 21)
- 2016 : 
  - Formule 3 européenne : 5e, une victoire, meilleur débutant
  - Masters de Formule 3 : Vainqueur
  - Grand Prix de Macao : abandon
- 2017 : 
  - Formule 3 européenne : 2e, sept victoires
  - Grand Prix de Macao : abandon
- 2018 : 
  - DTM : 14e, une victoire
  - International GT Open : 21e (2 courses sur 14)
  - Grand Prix de Macao : 2e
- 2019 : 
  - DTM : 11e
  - GT World Cup : 2e
- 2019-2020 : 
  - Formule E : pilote d'essais
- 2020
  - ADAC GT Masters : 37e
- 2020-2021 : 
  - Formule E : 25e (8 courses sur 15)
- 2021
  - ADAC GT Masters : 17e (8 courses sur 14)

### 12h de Bathurst
| Année | Équipe                | Coéquipiers              | Voiture                 | Catégorie | Tours | Pos. | Class Pos. |
| ----- | --------------------- | ------------------------ | ----------------------- | --------- | ----- | ---- | ---------- |
| 2024  | Phantom Global Racing | Bastian Buus Jaxon Evans | Porsche 911 GT3 R (992) | A-PRO     | 275   | 4e   | 4e         |